# Disphragis patricia
Disphragis patricia är en fjärilsart som beskrevs av William Schaus 1906. Disphragis patricia ingår i släktet Disphragis och familjen tandspinnare. Inga underarter finns listade i Catalogue of Life.